# 香叶基法尼基焦磷酸
香叶基法尼基焦磷酸是一种有机化合物，化学式为C25H44O7P2，它是香叶基法尼醇的焦磷酸酯，是生物在二倍半萜的生物合成中所用的中间体。它可以香叶基法尼醇为原料，转化为香叶基法尼基溴后与四(三甲基硅基)焦磷酸酯反应制得。

## 拓展阅读
- Michalak, K.; Michalak, M.; Wicha, J. . Molecules. 2005, 10 (9): 1084–1100. ISSN 1420-3049. PMC 6147619 . PMID 18007374. doi:10.3390/10091084 .